# Rosinaschacht
Der Rosinaschacht war eine Steinkohlengrube der Vereinigten Steinkohlenwerke zu Potschappel und Zauckerode von Moritz Ferdinand Schönberg. Der Schacht lag im zentralen Teil der Steinkohlenlagerstätte des Döhlener Beckens auf Potschappler Flur.

## Geschichte
Das Grubenfeld wurde am 7. Juni 1884 von Karl August Wahl gepachtet. August Wahl trat am selben Tag seine Rechte an den Berliner Unternehmer Lothar Knappe ab und schloss mit ihm einen Vertrag über die Teufe des Schachtes und der Auffahrung und dem Abbau der angetroffenen Kohle. Ab Juli 1884 wurde der Schacht geteuft. Im März 1885 erreichte er das 1. Flöz. Der bei 240 m ü. NN angesetzte Schacht erreichte eine Teufe von 85,50 m.
Zur Wasserhaltung wurde eine Dampfmaschine mit einer Leistung von 8 PS eingesetzt.
Die im Dezember 1884 begonnene Aufwältigung der Tagesstrecke des Friedrich-August-Schachtes wurde im Januar 1885 vorübergehend eingestellt. 1885 wurde eine Verbindung zum aufgewältigten und zum Grubenfeld gehörigen Erdmuthenschacht hergestellt. Ziel der Arbeiten waren die Restkohlenpfeiler des durch den Potschappler Aktienverein abgebauten Feldes. Im Februar 1886 wurde der Burgker Weißeritzstolln angefahren. Die angetroffenen Kohlenpfeiler wurden aufgrund der schlechten Kohlenqualität nicht abgebaut und der Betrieb im Grubenfeld eingestellt. Der Schacht wurde 1886 bis auf 24 m unter der Geländeoberkante verfüllt, überwölbt und mit Beton wasserdicht versiegelt. Die verbliebene Schachtröhre wurde ausgemauert und sollte als Brunnen dienen.
Heute existiert eine Rösche, die „Arthurquelle“ genannt wird.